# Japán hegyikamélia
A japán hegyikamélia (Stewartia pseudocamellia) a hangavirágúak (Ericales) rendjébe és a teafélék (Theaceae) családjába tartozó faj.

## Előfordulása
A japán hegyikamélia eredeti előfordulási területe Kelet-Ázsia. Japánban a Honsú, Kjúsú és Sikoku szigeteken, valamint a kontinensen a Koreai-félszigeten található meg.
1874-től nyugaton is termesztik dísznövényként. Mind az alapfaj, mind a Koreana fajtacsoport elnyerték a brit Royal Horticultural Society (Királyi Kertészeti Társaság) Award of Garden Merit (Kertészeti érték) díját.

## Változatai
- Stewartia pseudocamellia var. japonica Maxim.[5][6]
- Stewartia pseudocamellia var. koreana (Nakai ex Rehd.) Sealy..[7] - szin: Stewartia koreana Nakai ex Rehder
- Stewartia pseudocamellia var. pseudocamellia autonym

## Megjelenése
Lombhullató, 10-15 méter magas, kis vagy közepes termetű fa Gyakran több törzsű, törzse rövid, a fa szabálytalan ágrendszert nevel. A fiatal növények kérge sima, szürkés, később lemezesen, tenyérnyi darabokban hámlik, a kéreg narancssárgán, zölden és szürkén foltos. A lombkorona szabálytalan kúp vagy gömb. A levele 4-12 centiméter hosszú és 2,5-5 centiméter széles, elliptikus, finoman fogazott széllel. A levelek váltakozva helyezkednek el. Virága akár 8 centiméter átmérőjű is lehet. A fehér virág ötszirmú, narancssárga porzókkal. A virág a rokon kaméliáéra (Camellia) hasonlít. A virág rövid életű, azonban a fa gazdagon virágzik júniustól augusztus végéig. A termése barna színű toktermés, négy-öt éllel. A termés észrevehető a fán, azonban nem szembetűnő.

## Életmódja
A szerves anyagban gazdag, enyhén savanyú, jó vízgazdálkodású talajokat kedveli. Vízigénye közepes. Napos fekvésben is megél, de a félárnyékos helyeket kedveli. A -30 Celsius-fokot is kibírja.

## Képek

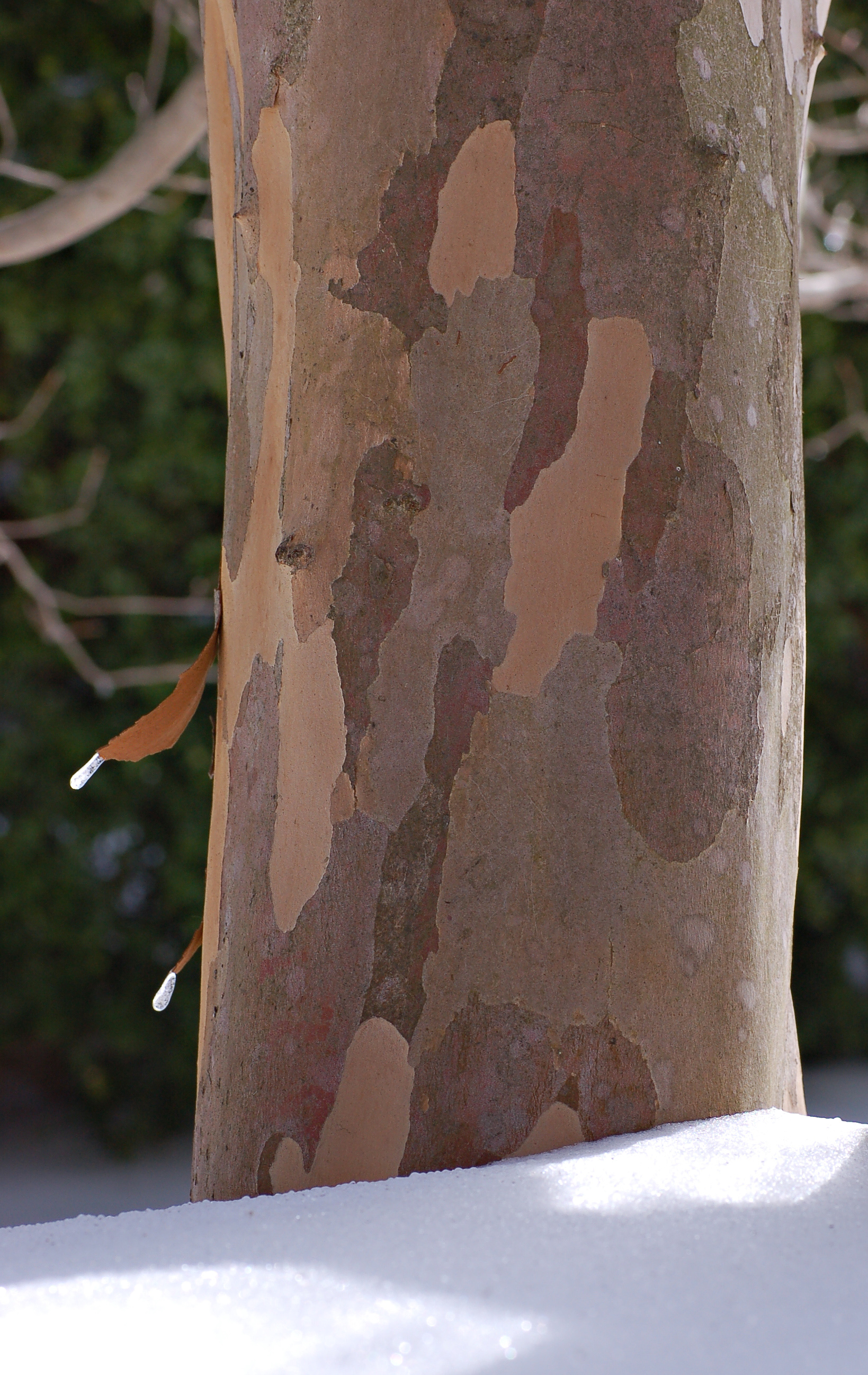
A foltos törzs
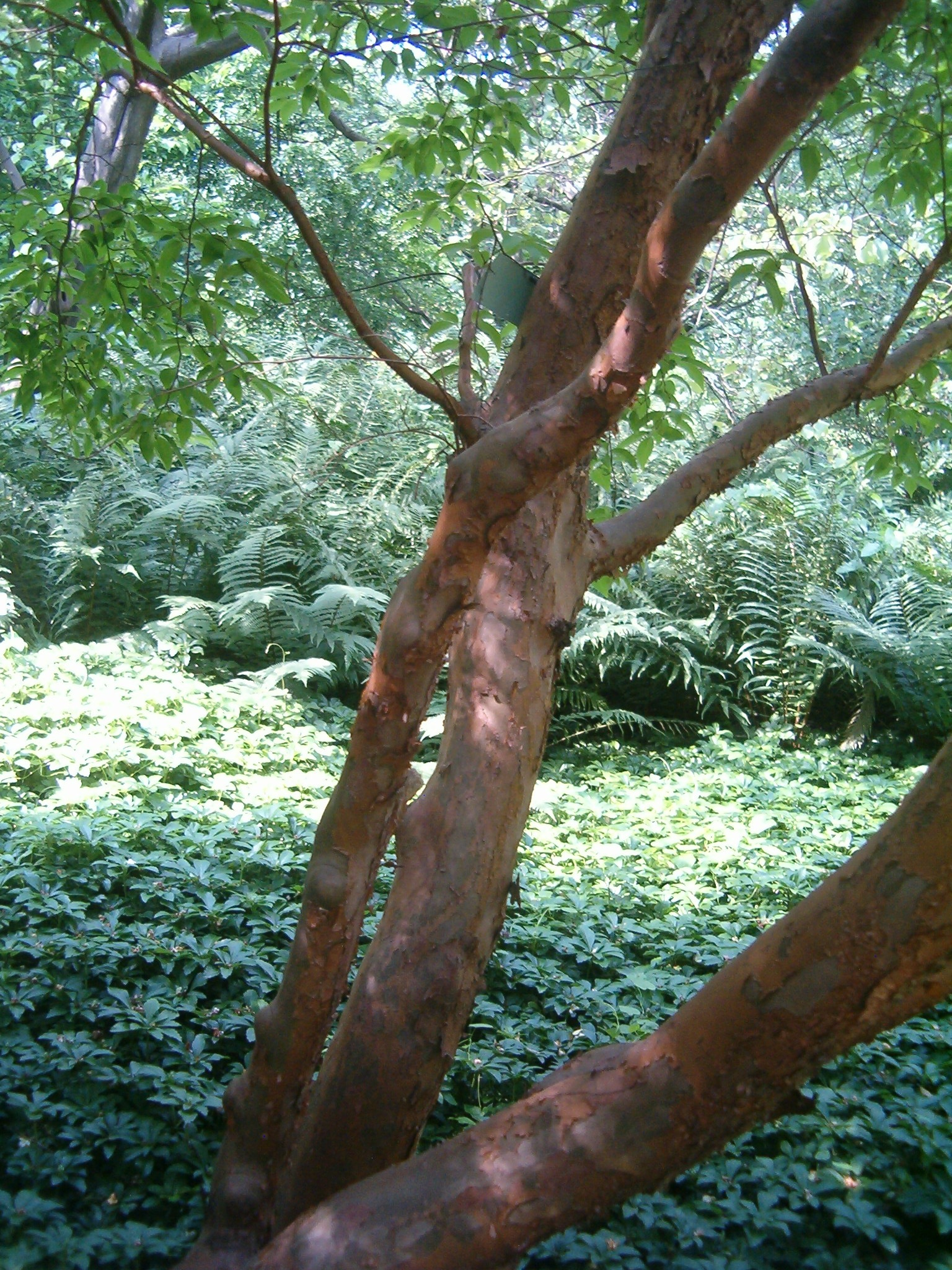
Gyakran több törzsű
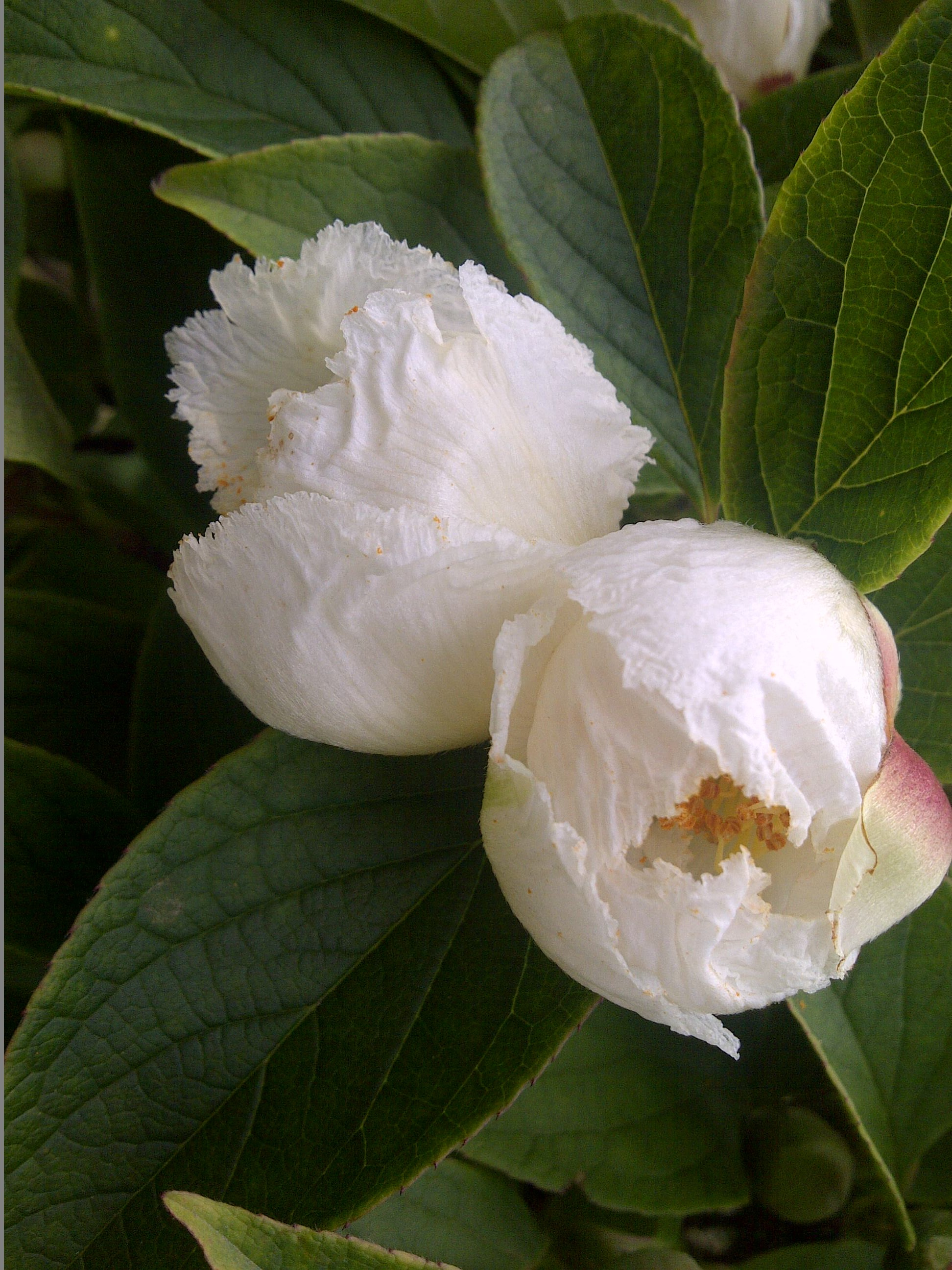
Bimbói
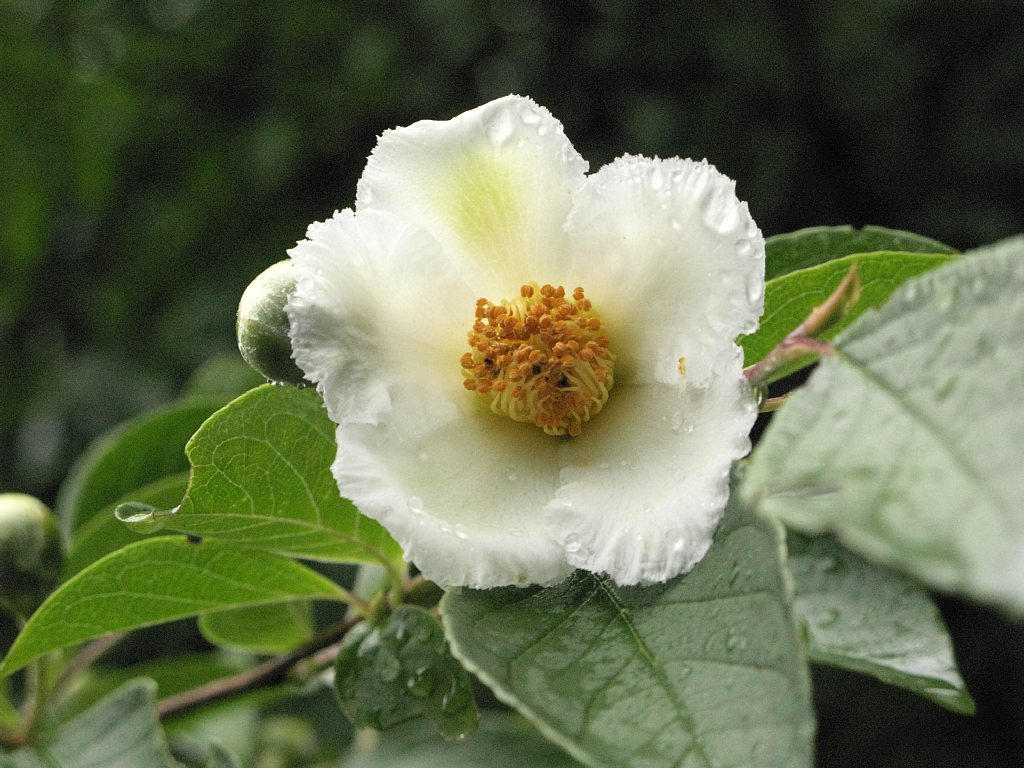
és virága
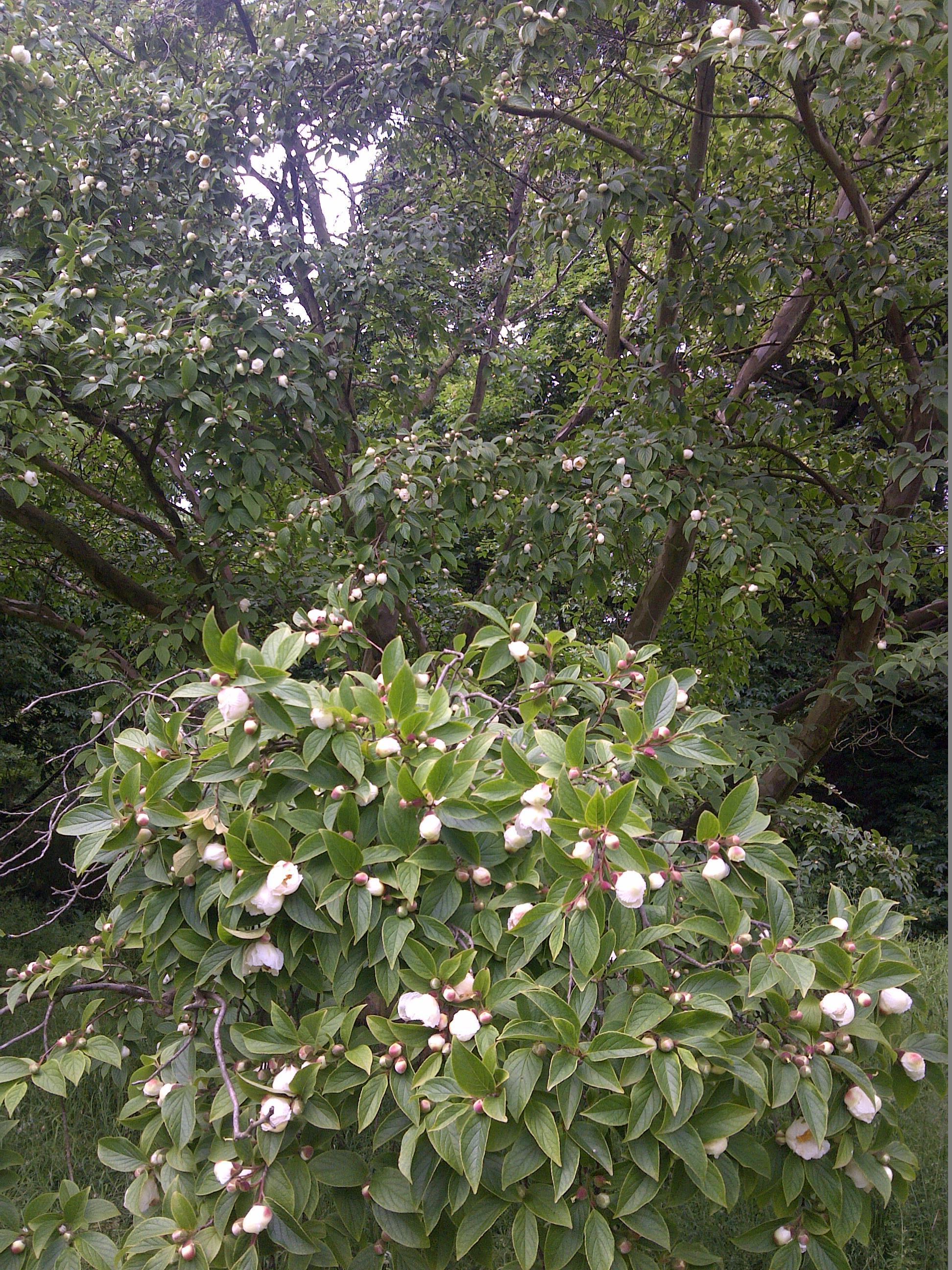
Virágzó példány
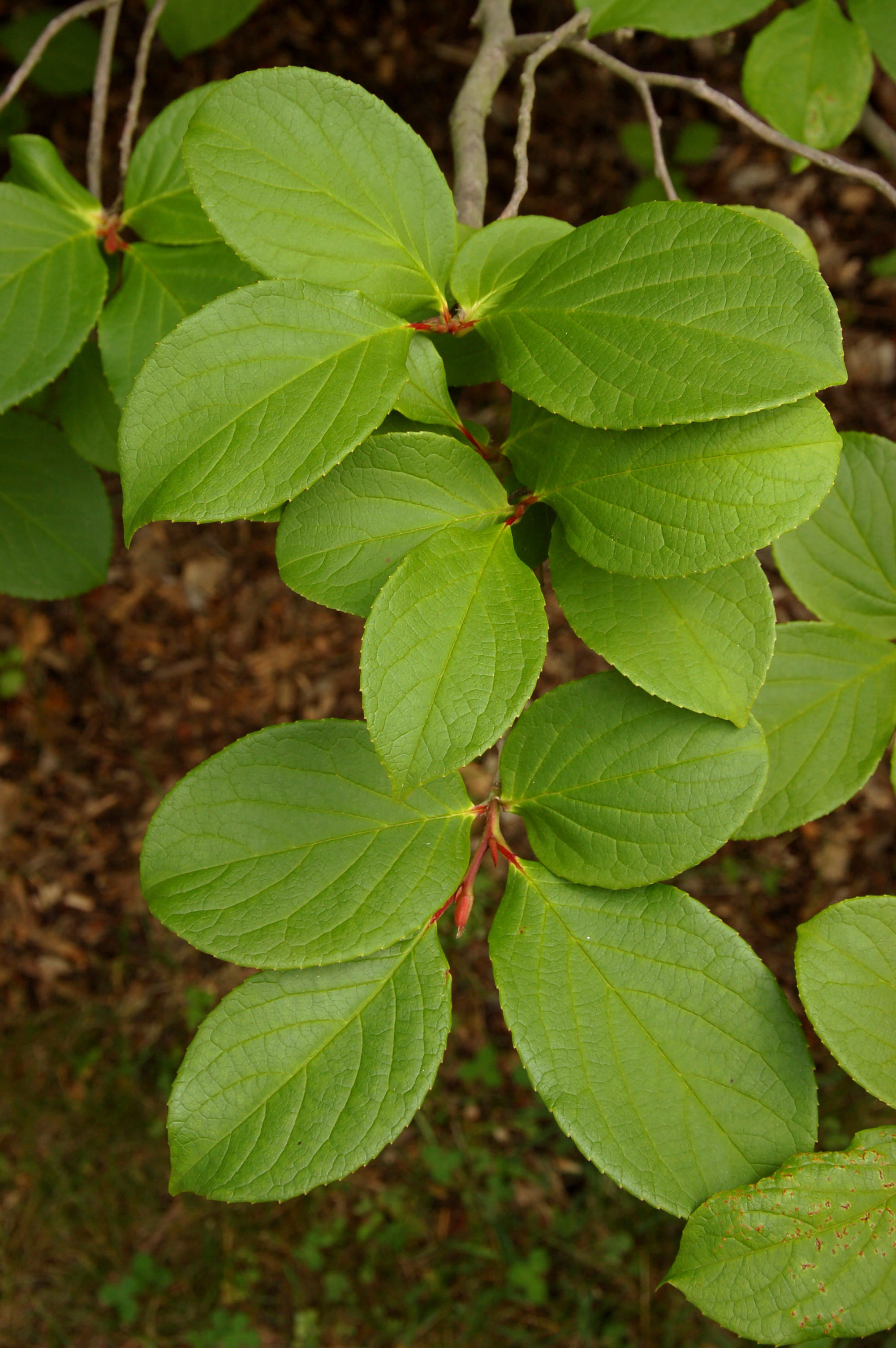
Levelei

### Fordítás
- Ez a szócikk részben vagy egészben  a   Stewartia pseudocamellia című angol Wikipédia-szócikk ezen változatának fordításán alapul.  Az eredeti cikk szerkesztőit annak laptörténete sorolja fel. Ez a jelzés csupán a megfogalmazás eredetét és a szerzői jogokat jelzi, nem szolgál a cikkben szereplő információk forrásmegjelöléseként.